# Biagio Berra
Biagio Berra (ur. ok. 1430 w Mondovì, zm. prawdopodobnie w Peveragno ok. 1513) – włoski dominikanin i inkwizytor.

## Życiorys
Pochodził z bogatej rodziny. W młodym wieku wstąpił do zakonu dominikanów w konwencie S. Domenico w Mondovì, gdzie w 1455 przyjął święcenia kapłańskie. W 1456 zmarł jego ojciec Manfrino, po którym odziedziczył znaczny majątek. Kapituła generalna zakonu obradująca w Sienie w 1462 skierowała go do zakonnego studium generale w Pawii jako bakałarza Sentencji. Przed 1471 uzyskał tytuł magistra teologii, prawdopodobnie na uniwersytecie w Pawii. W 1468 i 1474 był przeorem konwentu w S. Domenico w Mondovì.
12 grudnia 1474 generał zakonu Leonardo Mansueti mianował go wiceinkwizytorem (inquisitor substitutus) w diecezji Mondovì. Diecezja ta, wraz z diecezją Alba oraz południową częścią diecezji turyńskiej, była częścią wielkiego okręgu inkwizytorskiego Savigliano, jednakże ówczesny inkwizytor tego okręgu Aimone Taparelli miał już 76 lat i rzadko opuszczał swoją siedzibę w konwencie Savigliano, stąd generał zakonu uznał, że konieczne jest wsparcie go w obowiązkach przez Biagio Berrę. Jest jednak prawdopodobne, że Biagio Berra działalność inkwizycyjną rozpoczął już znacznie wcześniej, gdyż zachowało się brewe papieża Sykstusa IV datowane na rok 1471, mianujące go inkwizytorem, aczkolwiek dokument ten nie wskazuje miejsca jego działalności i zawiera dodatkowe zastrzeżenie, że jego nominacja nie narusza praw innych inkwizytorów.
W 1476 księżna i regentka Sabaudii Jolanta (zm. 1478) wybrała go na swojego spowiednika. Biagio Berra nie zdecydował się jednak na przyjęcie tej nominacji, wiążącej się ze stałą obecnością na dworze księżnej, bez zgody generała zakonu. Zgodę tę uzyskał dopiero w lipcu 1476, podczas gdy księżna miesiąc wcześniej została pojmana przez księcia Burgundii Karola Zuchwałego i uwolniono ją dopiero rok później. W maju 1478 Berra został mianowany wikariuszem nowo założonego dominikańskiego domu zakonnego w Peveragno, którą to funkcję sprawował prawdopodobnie aż do śmierci. Dom zakonny w Peveragno, będący filią konwentu w Mondovì, stał się jego główną siedzibą. W 1481 uczestniczył w obradach kapituły generalnej zakonu w Rzymie jako przedstawiciel prowincji Lombardii Górnej, a w maju 1483 brał udział w obradach kapituły prowincjonalnej Lombardii Górnej w Savigliano.
W 1483 (po 10 stycznia) został mianowany przez generała zakonu Salvo Cassettę oraz legata papieskiego w Piemoncie, kardynała Domenico della Rovere, inkwizytorem diecezji Mondovì, którą tym samym wyłączono spod jurysdykcji inkwizytora Savigliano. W tym samym roku Biagio Berra aresztował w dolinie Val Lucerna niejakiego Filipa Nazarota, który był kaznodzieją waldensów, grupy heretyckiej zamieszkującej tę i kilka innych dolin alpejskich. Prawdopodobnie fakt ten stał się przyczyną rebelii waldensów, której ofiarą padł także Berra. Choć jemu samemu udało się ujść z życiem, jednego z jego sług zabito, a dom, w którym przebywał, został zrównany z ziemią. Prawdopodobnie to doświadczenie spowodowało, że kiedy w 1487 papież Innocenty VIII ogłosił krucjatę przeciwko waldensom, Biagio Berra uchylił się od wzięcia w niej udziału i to pomimo imiennego zaproszenia od dowódcy krucjaty, komisarza papieskiego Alberto Cattaneo z Cremony. Berra powoływał się na stan zdrowia, jednak argument ten nie przekonał Alberto Cattaneo ani papieża Innocentego VIII. W październiku 1487 papież pozbawił go uprawnień inkwizytorskich na obszarze objętym krucjatą, a rok później, w grudniu 1488 generał zakonu Gioacchino Torriani wezwał go do osobistego stawiennictwa w Savigliano (gdzie generał akurat przebywał) celem wyjaśnienia swojej postawy. Najwyraźniej jednak Berra dał satysfakcjonującą odpowiedź, gdyż 5 stycznia 1489 Torriani potwierdził go na urzędzie inkwizytora Mondovì, a w kwietniu 1489 powierzył mu nadzór nad wyborami nowego prowincjała Lombardii Górnej, po zakończeniu kadencji Paolo Moneglii (został nim inkwizytor Casale Monferrato, Michele Madei da Asti).
1 marca 1495 Biagio Berra został pozbawiony urzędu inkwizytora przez generała zakonu Gioacchino Torrianiego, który zdecydował jednocześnie, że diecezja Mondovì ma powrócić pod jurysdykcję inkwizytora Savigliano. Trzy lata później, 1 lutego 1498 Torriani odwołał te zarządzenia i przywrócił Berrę na urząd inkwizytora Mondovì. Niestety, nie wiadomo nic o motywach, jakie stały za tymi decyzjami.
W 1510 Biagio Berra wdał się w jakiś spór z kilkoma prominentnymi obywatelami Mondovì i otrzymał z tego powodu reprymendę od generała zakonu Tommaso de Vio. Ostatnie wzmianki o nim pochodzą z lat 1512–1513, gdy przewodniczył procesom o czary w Peveragno. Prawdopodobnie niedługo potem zmarł.

## Działalność inkwizytorska
Mimo niechęci Biagio Berry do udziału w prześladowaniach waldensów, bardzo dobrze udokumentowane jest jego zaangażowanie w procesy o czary:
- 1477, Cuneo – proces czterech kobiet. Wszystkie zostały uznane za czarownice i spalone na stosie;
- 1485, Peveragno – proces ośmiu kobiet i jednego mężczyzny. Wszyscy zostali skazani na śmierć i spaleni;
- 1489, Peveragno – proces siedemnastu kobiet. Co najmniej piętnaście z nich spalono, los dwóch pozostałych nie jest pewny, ale najprawdopodobniej również zostały spalone
- 1512–13, Peveragno – dziewięć kobiet spalonych na stosie jako czarownice.